# Гудков Олександр Федорович
Олександр Федорович Гудков (нар. 1 січня 1930, село Любимовка Кореневського району Льговського округу Центрально-Чорноземної області, тепер Курської області, Росія — 4 квітня 1992, місто Курськ, Росія) — радянський державний діяч, 1-й секретар Курського обласного комітету КПРС. Кандидат у члени ЦК КПРС у 1971—1976 роках. Член ЦК КПРС у 1976—1989 роках. Депутат Верховної Ради СРСР 8—11-го скликань.

## Життєпис
Закінчив Рильський сільськогосподарський технікум.
У 1955 році закінчив Воронезький сільськогосподарський інститут.
У 1955—1958 роках — головний агроном, директор Крем'яновської машинно-тракторної станції в Курській області.
Член КПРС з 1958 року.
У 1958—1961 роках — начальник районної інспекції із сільського господарства, голова виконавчого комітету Медвенської районної ради депутатів трудящих Курської області.
З 1961 року — 1-й секретар районного комітету КПРС Курської області; інструктор, завідувач відділу Курського обласного комітету КПРС.
У 1967 році закінчив Вищу партійну школу при ЦК КПРС.
У січні 1968 — 28 квітня 1970 року — секретар Курського обласного комітету КПРС.
28 квітня 1970 — 9 січня 1988 року — 1-й секретар Курського обласного комітету КПРС. Звільнений з посади «за станом здоров'я».
З 1988 року — директор Курської обласної школи з підготовки партійно-господарських кадрів.
Помер 4 квітня 1992 року в місті Курську.

## Нагороди і звання
- два ордени Леніна (9.01.1980,)
- орден Жовтневої Революції
- орден «Знак Пошани»
- медалі